# Ondrej Klokoč
Ondrej Klokoč (17. srpna 1911 Hačava – 26. března 1975 Bratislava) byl slovenský a československý odbojář, politik za Komunistickou stranu Slovenska (respektive za KSČ), poslanec Prozatímního Národního shromáždění, Národního shromáždění ČSR a Sněmovny národů Federálního shromáždění. Byl dlouholetým poslancem a předsedou Slovenské národní rady.

## Biografie
Pocházel z chudé rodiny. V letech 1922–1927 studoval na gymnáziu v Rimavské Sobotě a v roce 1933 maturoval na učitelském ústavu v Banské Bystrici. Působil jako učitel na různých místech.
Od roku 1931 byl členem KSČ. Za tzv. slovenského štátu se angažoval v odboji v regionu Gemer. Za Slovenského národního povstání byl předsedou Okresního výboru KSS, okresního Revolučního národního výboru v Hnúšti a členem povstalecké Slovenské národní rady. Po porážce povstání se připojil k partyzánským oddílům.
Po roce 1945 se začal výrazně politicky angažovat. Od roku 1945 byl členem ÚV Komunistické strany Slovenska.
V letech 1945–1946 byl poslancem Prozatímního Národního shromáždění za KSS. V parlamentu setrval do parlamentních voleb v roce 1946. Po parlamentních volbách roku 1948 se stal poslancem Národního shromáždění zvoleným za KSS ve volebním kraji Banská Bystrica. Na postu poslance setrval do roku 1954. IX. sjezd KSČ v roce 1949 ho zvolil náhradníkem ÚV KSČ (byl jím až do roku 1954). V letech 1949–1950 byl předsedou KNV v Banské Bystrici, v letech 1950–1951 vedoucím tajemníkem Krajského výboru KSS v Banské Bystrici.
V roce 1954 zasedal ve zvláštní komisi ÚV KSS pro politické zabezpečení procesu s buržoazními nacionalisty, v němž byla část slovenských komunistů ve vykonstruovaném případě obviněna z rozvratné činnosti. V letech 1956-1958 byl vedoucím oddělení ÚV KSS.
Ve volbách roku 1954 byl zvolen do Slovenské národní rady. Mandát v SNR získal i ve volbách roku 1960 a volbách roku 1964.
Dlouhodobě působil i ve Sboru pověřenců. V 10. Sboru pověřenců působil v letech 1951–1953 na postu pověřence informací a pak v roce 1953 po dobu několika měsíců jako pověřenec školství (do 11. září 1953 oficiálně pověřenec školství a osvěty). Pak se ještě roku 1953 stal pověřencem kultury a tento post zastával až do roku 1956 i v následujícím 11. Sboru pověřenců.
V roce 1963 se uvádí jako šéfredaktor oficiálního slovenského komunistického deníku Pravda. Na tomto postu působil v letech 1958–1968. Historik Jan Rychlík se domnívá, že právě Klokoč dal souhlas k otištění některých silně kritických pasáží z projevů na právě probíhajícím 3. sjezdu Svazu československých spisovatelů, včetně těch, které se týkaly slovenské problematiky. Mieroslav Hysko tu například vyzval k vypořádání se z dědictvím politických procesů 50. let, včetně procesu s buržoazními nacionalisty, a bylo faktickou výzvou k tomu, aby z politických funkcí odstoupil Viliam Široký, jeden ze strůjců oněch procesů, což se pak stalo. V březnu 1968 pak v Slovenské národní radě představoval reformistickou, národně orientovanou skupinu, která zahajovala debatu o novém uspořádání státoprávních vztahů v Československu. Právě na jeho návrh přijala SNR usnesení, jímž odmítla předtím podanou demisi předsedy SNR Michala Chudíka a místo toho Chudíka coby představitele konzervativního a centralistického proudu v KSS sama odvolala z funkce. Klokoč pak zasedl v komisi SNR pro vypracování osnov prohlášení k státoprávním otázkám. V červnu 1968 se následně sám stal předsedou Slovenské národní rady. Podílel se v těchto měsících na jednání o přípravě federace. Od roku 1968 rovněž působil jako člen předsednictva ÚV KSS. V této době byl i předsedou ÚV slovenské národní fronty, posléze Národní fronty Slovenské socialistické republiky.
Během Pražského jara ale nepatřil k jasně profilovaným reformním komunistům. Historik Jan Rychlík ho řadí spíše do skupiny obojetnických a problematických osob. Vysočanský sjezd KSČ konaný jen několik dnů po srpnové okupaci v ostře protiokupační a reformistické atmosféře Klokoče nicméně zvolil do ÚV KSČ. Do ÚV KSČ pak byl ještě formálně kooptován 31. srpna 1968. V nekrologu ze 70. let je uváděno, že v krizovém období let 1968–1969 stál pevně na pozicích marxismu-leninismu a proletářského internacionalismu.
Jeho politická kariéra pokračovala i za normalizace. V letech 1968–1975 zastával post předsedy Slovenské národní rady. Vrátil se i do celostátních zákonodárných sborů, když po federalizaci Československa usedl roku 1969 do Sněmovny národů Federálního shromáždění a mandát získal i ve volbách v roce 1971. V parlamentu zasedal do své smrti roku 1975. Místo něj pak jako náhradník nastoupil Ľubomír Čajka. V roce 1971 je uváděn jako člen Ústředního výboru KSS a předseda Slovenské národní rady.
Od roku 1970 zastával funkci předsedy Ústředního výboru slovenského Svazu československo-sovětského přátelství (SČSP) a místopředsedy ÚV celostátního SČSP. Byl nositelem několika československých vyznamenání. Šlo o Řád Slovenského národního povstání, Řád práce (udělen roku 1961) a Řád republiky (1969), Řád Vítězného února (1973) a sovětský Řádu Vlastenecké války.
Zemřel po delší nemoci v březnu 1975.